# Bartha van Crimpen
Bartha Maria van Crimpen (Schiedam, 11 augustus 1754 - Haarlem, 1 juni 1818), bekend als "Burgeres van der Meer", was een Nederlandse patriot. Zij en haar echtgenoot waren leden van de vereniging "Voor ’t Vaderland" in Den Haag. De Oranjegezinden dwongen hen in 1787 naar Frankrijk te vluchten. Ze keerde terug in 1795, en op 3 maart 1796 figureerde van Crimpen als "Vrijheid" bij de inauguratie van de eerste Nationale Vergadering van de Bataafse Republiek, waarna zij een nationaal symbool werd.

## Biografie
Bartha Maria van Crimpen was de dochter van Adrianus van Crimpen (1715–1799) en Maria Clasina van Doorschot (overleden 1775). In 1775 trouwde zij in Schiedam met de ambtenaar Ary van der Meer (1753–1805).
Van Crimpen en haar echtgenoot waren overtuigde patriotten en onderdeel van het patriottisch wapengenootschap "Voor ’t Vaderland" in Den Haag. In 1787 werden zij slachtoffer van Orangistische wraakacties, naar aanleiding van de aanhouding van prinses Wilhelmina van Pruisen bij Goejanverwellesluis. Hun huis aan het Spui was een van de vele die in Den Haag werden geplunderd. 
Talloze patriotten sloegen op de vlucht, ook Van Crimpen en haar echtgenoot Ary van der Meer. Na een verblijf in het patriotten-toevluchtsoord Sint Omaars (Saint Omer in Frankrijk) kwamen ze in Duinkerke terecht. In 1795 keerden ze terug naar Den Haag. 
Op 3 maart 1796 kreeg Van Crimpen de gelegenheid om "Vrijheid" te mogen personifiëren in de feestelijke optocht bij de opening van de Nationale Vergadering van de Bataafse Republiek. Zij is bij die gelegenheid de geschiedenis in gegaan als "Burgeres van der Meer". Haar verschijning als "Vrijheid" is door haar optreden als vrouw bij een grootschalig evenement, gewoonlijk geïnterpreteerd als een symbool van het begin van de vrouwenemancipatie. Het is aannemelijk dat Van Crimpen haar rol als "Vrijheid" toebedeeld kreeg als patriot en als slachtoffer van Orangistisch geweld. Andere "figuranten" in de optocht hadden een vergelijkbare politieke achtergrond. Zij werden daarom gezien als de vertegenwoordigers van de nieuwe, Bataafse vrijheid.
Bartha Maria van Crimpen is na de optocht politiek nooit meer in het openbaar getreden. Het is mogelijk dat zij nog wel contacten heeft gehad met mede-patriotten Betje Wolff en Aagje Deken.
- Biografisch Portaal: 83500551